# Tacana
Tacana (Takana) je pleme i grupa plemena porodice Tacanan nastanjenih u dolinama gornjih tokova Madre de Dios i Beni u podnožju Anda u bolivijskom departmanu Beni. Glavno pleme Tacana ili Takana daje ime cijeloj grupi i porodici koja obuhvaća sljedeća imena Ayaychuna, Babayana, Chiliuvo, Chivamona, Ixiama, Pamaino, Pasaramona, Saparuna, Siliama, Tumupasa, Toromona, Uchupiamona, Yabaypura, Yubamona.
James Mooney za Takane kaže da su poput Mosetene i Yuracaré Indijanaca visokog stasa i svjetlije puti od susjednih plemena. Tacane su pokršteni od franjevačkih otaca iz Perua koncem 18 stoljeća zajedno s plemenima Leco i Caviña.  Godine 1832. na 5 misija s Tacana Indijancima bilo je 5,304 pokrštenih Indijanaca. Tacane i srodne im skupine žive od agrikulture, lova i ribolova. Njihova nošnja izvorno se sastojala tek od pernatih ukrasa tijekom plesnih svečanosti, a kasnije civilizirane (pokrštene grupe) počinju nositi bezrukavne duge tunike ili košulje.  

## Vanjske poveznice
- Tacana Indians